# میکروب‌شناسی مقدماتی
میکروب‌شناسی مقدماتی کتابی با ترجمهٔ فریدون ملک‌زاده است که در سال ۱۳۶۹ منتشر و در مراسم کتاب سال جمهوری اسلامی ایران به‌عنوان کتاب برگزیده معرفی شد.